# NGC 2590
NGC 2590 је спирална галаксија у сазвежђу Хидра која се налази на NGC листи објеката дубоког неба.
Деклинација објекта је - 0° 35' 28" а ректасцензија 8h 25m 2,0s. Привидна величина (магнитуда) објекта NGC 2590 износи 13,1 а фотографска магнитуда 13,9. NGC 2590 је још познат и под ознакама IC 507, UGC 4392, MCG 0-22-10, CGCG 4-20, IRAS 08224-0025, PGC 23616.